# Pomiłowo
Pomiłowo [pronunciación en polaco: /pɔmiˈwɔvɔ/] es un pueblo ubicado en el distrito administrativo de Gmina Sławno, dentro del condado de Sławno, voivodato de Pomerania Occidental, en el norte de Polonia occidental. Se encuentra aproximadamente a 4 kilómetros al sureste de Sławno y a 174 kilómetros al noreste de la capital regional Szczecin.
Antes de 1945, el área fue parte de Alemania. Para la historia de la región, véase Historia de Pomerania.